# Richwood (Virginie-Occidentale)
Pour les articles homonymes, voir Richwood.
La ville de Richwood est située dans le comté de Nicholas, situé en Virginie-Occidentale, aux États-Unis. Sa population s’élevait à 2 051 habitants lors du recensement de 2010, estimée à 1 906 habitants en 2017.

## Histoire
Lors de l'arrivée de la poste en 1879, la ville prend le nom de Cherry Tree Bottom en référence aux cerisiers sauvages qui s'y trouvaient. Elle est rebaptisée Richwood deux ans plus tard, apparemment en raison des terres riches et des forêts (« wood » signifie « bois ») qui l'entourent.

## Démographie
| Groupe            | Richwood | Virginie-Occidentale | États-Unis |
| ----------------- | -------- | -------------------- | ---------- |
| Blancs            | 97,1     | 93,9                 | 72,4       |
| Métis             | 2,2      | 1,5                  | 2,9        |
| Amérindiens       | 0,4      | 0,2                  | 0,9        |
| Noirs             | 0,2      | 3,4                  | 12,6       |
| Autres            | 0,0      | 1,1                  | 11,0       |
| Total             | 100      | 100                  | 100        |
|                   |          |                      |            |
| Latino-Américains | 0,7      | 1,2                  | 16,7       |

Selon l'American Community Survey, pour la période 2011-2015, 98,70 % de la population âgée de plus de 5 ans déclare parler l'anglais à la maison, 0,68 % déclare parler l'espagnol, 0,36 % le tagalog et 0,26 % l'allemand.